# Alfvén & Didrikson
Alfvén & Didrikson AB är ett svenskt riskkapitalbolag som investerar i medelstora privatägda företag med fokus på branscherna IT, finansteknologi och hälsovård, inom Europa.